# Diecéze dundská
Diecéze Dundo je římskokatolická diecéze nacházející se v Angole.

## Území
Diecéze zahrnuje Angolskou provincii Lunda Norte.
Biskupské sídlo se nachází ve městě Dundo, kde se také nachází hlavní chrám diecéze Katedrála Naší Paní od Neposkvrněného početí. Je rozdělena do 5 farností. K roku 2006 měla: 200 000 věřících, 1 diecézního kněze, 5 řeholních kněží, 6 řeholníků a 16 řeholnic.

## Historie
Diecéze byl založena 9. listopadu 2001 bulou Angoliae evangelizandae papeže Jana Pavla II., z části území diecéze Saurimo. Původně byla sufragánnou arcidiecéze Luanda.
Dne 12. dubna 2011 se stala součástí církevní provincie arcidiecéze Saurimo.

## Seznam biskupů
- Joaquim Ferreira Lopes, O.F.M.Cap. (2001–2007)
- José Manuel Imbamba (2008–2011)
- Estanislau Marques Chindekasse, S.V.D. (od 2012)